# Orok (jezik)
Orok jezik (oročki jezik; oroc, ulta, ujlta, uilta; ISO 639-3: oaa), jezik naroda Orok s istočne obale otoka Sahalina u Rusiji. Orok je član tunguske skupine altajskih jezika. Njime govori nekoliko desetaka ljudi {1995 M. Krauss} od ukupno 250 do 300 (1995 M. Krauss) etničkih oroka.
Postoje dva dijalekta, to su sjeverni nazivan val-nogliki (nogliki-val) u selu Val. Drugi južni dijalekt, poronaisk, govori se u Poronajsku. Jezik oroka nestaje zbog rusifikacije, govori se pretežno kod kuće. Drugi razlog nestajanja mogao bi biti taj što su česte ženidbe s pripadnicima drugih naroda, Rusima, Nivhima, Nanajcima, Evenkima, Negidalima i Korejcima. 
Nešto Oroka svojim jezikom govori i u Japanu.

## Vanjske poveznice
- Ethnologue (14th)
- Ethnologue (15th)